# Sergej Nikiforovič Vasilenko
Sergej Nikiforovič Vasilenko (Mosca, 30 marzo 1872 – Mosca, 11 marzo 1956) è stato un compositore russo.

## Biografia
Sergej Nikiforovič Vasilenko (in russo Сергей Никифорович Василенко?) come in uso al suo tempo, oltre ad appassionarsi e approfondire lo studio della musica, studiò inizialmente legge all'Università di Mosca, poi passò al Conservatorio di Mosca dal 1896 al 1901 come allievo di Sergej Taneev e di Michail Ippolitov-Ivanov. Si diplomò tardivamente, nel 1903, in composizione con la cantata La leggenda dell'invisibile città di Kitež, che probabilmente ispirò a Rimskij-Korsakov, nel 1907, la composizione dell'opera omonima. La sua produzione sinfonica (in particolar modo il Poem Epic Op. 4, il Giardino della morte, poema sinfonico Op. 12, e Soleil dell'Au, poema sinfonico Op. 17) rivela una tendenza alla teosofia e alla mistica compositiva di Skrjabin attraverso l'utilizzo della costruzione armonica per quarte eccedenti.
Divenuto professore al medesimo conservatorio (1906-1941), ebbe fra i suoi allievi Aram Khachaturian, Nikolai Roslavets, Nikolai Rakov e Leonid Alekseevič Polovinkin. Dal 1943 all'anno della morte è stato nominato professore emerito sempre al Conservatorio di Mosca. Per diversi anni è stato il direttore artistico dei Historic Concerts of the Russian Musical Society (1907-1917) e direttore d'orchestra della Mamontov Private Opera in Mosca (1903-05). Nel 1939 gli è stato conferito il titolo di Artista del Popolo dell'Unione Sovietica.

## Impatto culturale
A differenza del suo collega al Conservatorio di Mosca, Nikolaj Jakovlevič Mjaskovskij, che ebbe notevoli contrasti con l'ambiente sociopolitico del regime di Lenin-Stalin, Vasilenko mostrò, sin dagli inizi, un impegno sociale e politico nella struttura del regime di Stalin.
Vasilenko prese le distanze sia dalla Radical Association for Contemporary Music (ACM), sia dalla posizione di Sergej Prokof'ev che ebbe contrasti artistici con l'Associazione dei Musicisti. Gli fu commissionata la composizione della Marcia dell'Armata Rossa nel 1929; in seguito fu insignito del titolo di Artista del Popolo dell'Unione Sovietica, e dopo il pensionamento fu richiamato a collaborare come professore emerito (dal 1943 sino alla morte) al Conservatorio di Mosca.

## Composizioni

### Opera
- Skazaniye o grade velikom Kitezhe i tikhom ozere Svetoyare (Storia dell'invisibile città di Kitež e del lago placido di Svetoyar) (1902; originariamente una cantata, Op. 5)
- Sïn solntsa (La musica del Sole), Op. 63 (1929)
- Khristofor Kolumb (Cristoforo Colombo), Op. 80 (1933)
- Buran (La tempesta di neve), Op. 98 (1939)
- Velikiy kanal (Il grande canale), Op. 101 (1939)
- Suvorov, Op. 102 (1942)

### Balletti
- Nei raggi del Sole, Op. 17 (1925-26)
- Noya, Op. 42 (1923)
- Giuseppe il Bello, Op. 50 (1925)
- Lola, Op. 52 (1926)
- I zingari, Op. 90 (1936; dopo Alexander Pushkin)
- La rana principessa, Op. 103 (1941)

### Corale
- Cantata Leggenda dell'invisibile città di Kitež e del lago placido di Svetoyar, Op, 5 (In seguito si trasformò in un'opera anticipatrice di lavori sullo stesso soggetto di Nikolai Rimsky-Korsakov)
- Cantata per il 20º anniversario della Rivoluzione d'ottobre, Op. 92 (1937)

### Musiche di scena
- Alcesti di Euripide (testo scritto da una scolaresca)
- altri lavori

### Orchestra
- Le tre battaglie insanguinate, Op. 1 (1900)
- Poema epico, Op. 4 (1900-03)
- Sinfonia N. 1 in A minore, Op. 10 (1904-06; da altri riferita alla E minore)
- Il giardino della morte, poema sinfonico da Oscar Wilde, Op. 13 (1907-08)
- Saffo, poema sinfonico, Op. 14 (1909)
- Il volo delle streghe, poema sinfonico, Op. 15 (1908-09)
- Al sole, poema sinfonico, Op. 17
- Fantasmagorico valzer, Op. 18 (1912)
- Sinfonia n. 2 in F maggiore, Op. 22
- Suite su musica di liuto dal XIV al XVII secolo, Op. 24 (1914)
- Zodiaco, suite su temi francesi del XVIII secolo, Op. 27 (1914)
- Suite esotica, Op. 29 (1915-16)
- Suite cinese, No. 1, Op. 60 (1928)
- Suite turkmena, Op. 68 (1931)
- Suite cinese, No. 2, Op. 70 (1931)
- Giostra, 8 danze sovietiche, Op. 73 (1932)
- La Russia dell'est, suite, Op. 75 (1932)
- Rapsodia dell'Armata Rossa, Op. 77 (1932)
- Musica per il film di Boris Barnet Okraina (1933)
- Rapsodia slava (1937)

### Concerti
- Concerto per violino in re minore, Op. 25 (1910-13)
- Concerto per orchestra sinfonica e banda di ottoni (1928)
- Suite su temi folkloristici russi, con balalaica e fisarmonica (1928)

### Musica da camera
- Sequenza in quattro atti in A, Op. 3 (c. 1901)
- Suonata per violino, Op. 46 (c. 1927)
- Sequenza in quattro atti in E minor, Op. 58 (c. 1928)
- Sequenza in quattro atti su temi turkmeni, Op. 65 (1930)
- Suite giapponese per oboe, clarinetto, fagotto, xilofono e piano, Op. 66a (1938)
- Scenette cinesi, strumenti a fiato di legno, Op. 78 (1938)
- Quartetto su temi americani, strumenti a fiato di legno, Op. 79 (1938)

### Banda militare
- Marcia dell'Armata Rossa, Op. 64 (1929)
- Fantasia su musiche rivoluzionarie del West, Op. 71 (1931)

### Fonti ed edizioni
I manoscritti delle opere sono conservati e catalogati al Conservatorio di Mosca. Sono custoditi degli spartiti presso il Conservatorio Russo "Alexander Scriabin" di Parigi. In Italia le fonti digitalizzate delle musiche per pianoforte sono presenti nel dipartimento di pianoforte dell'Istituto Europeo di Musica e musiche a stampa di Tomlen'e / slova K. Bal'monta [IT\ICCU\CFI\0582033], Maorijskija lesni: op. 23 / slova K. Bal'monta [IT\ICCU\CFI\0582032] Djesjat' Russkih Narodnyh Pjesjen: Op. 110 /  [IT\ICCU\TO0\1319262] sono conservate alla Biblioteca nazionale centrale di Firenze.